# Canon EOS 30D
Canon EOS 30D — цифровой зеркальный фотоаппарат серии EOS компании Canon, ориентированный на фотолюбителей-энтузиастов. Фотоаппарат имеет сенсор с кроп-фактором 1,6 и позволяет использовать предназначенные для сенсоров такого размера объективы EF-S.

## Описание
EOS 30D пришёл на смену EOS 20D в феврале 2006 года. Он имел минимальные изменения по сравнению с предшественником, и почти все они были позаимствованы у появившейся на полгода раньше Canon EOS 5D. Остались неизменными КМОП-сенсор с разрешением 8,2 млн пикселей максимальная скорость 5 кадров в секунду, не изменилась система фокусировки, сохранилась полная совместимость с 20D по аксессуарам.
В августе 2007 была анонсирована следующая модель линейки — EOS 40D.

## Отличия от Canon EOS 20D

### Корпус и механика
- Размер дисплея увеличен с 1,8 до 2,5 дюйма, разрешение — со 118 до 230 тыс. пикселов.
- Кнопка управления печатью.
- Новый, более тихий затвор с заявленным ресурсом в 100 000 срабатываний.
- Увеличение массы на 21 г.

### Электроника
- Больший объём буфера: до 11 снимков в RAW (вместо 6) или до 30 в JPEG (вместо 23).
- К оценочному 35-зонному экспозамеру и частичному замеру по 9-процентной зоне в центре кадра добавлен точечный замер (3,5 % в центре кадра).

### Интерфейс и настройки
- Шаг изменения чувствительности уменьшен с 1,0 EV до 0,3 или 0,5 EV (на выбор пользователя).
- Режим съёмки 3 кадра/с (в дополнение к 5 кадрам/с).
- RGB-гистограмма.
- Возможность перемещения на 100 снимков или на предыдущую/следующую дату при просмотре.

### Прочее
- Picture Style.

## Аксессуары
- Объективы с байонетом EF и EF-S.
- Фотовспышки Canon Speedlite серии EX (поддержка замера экспозиции E-TTL II).
- Батарейный блок BG-E2, позволяющий использовать два аккумулятора BP-511A или шесть элементов питания AA.
- Беспроводной передатчик WFT-E1.
- Пульты дистанционного управления RS-80N3, TC-80N3 и LC5.

## Комплект поставки

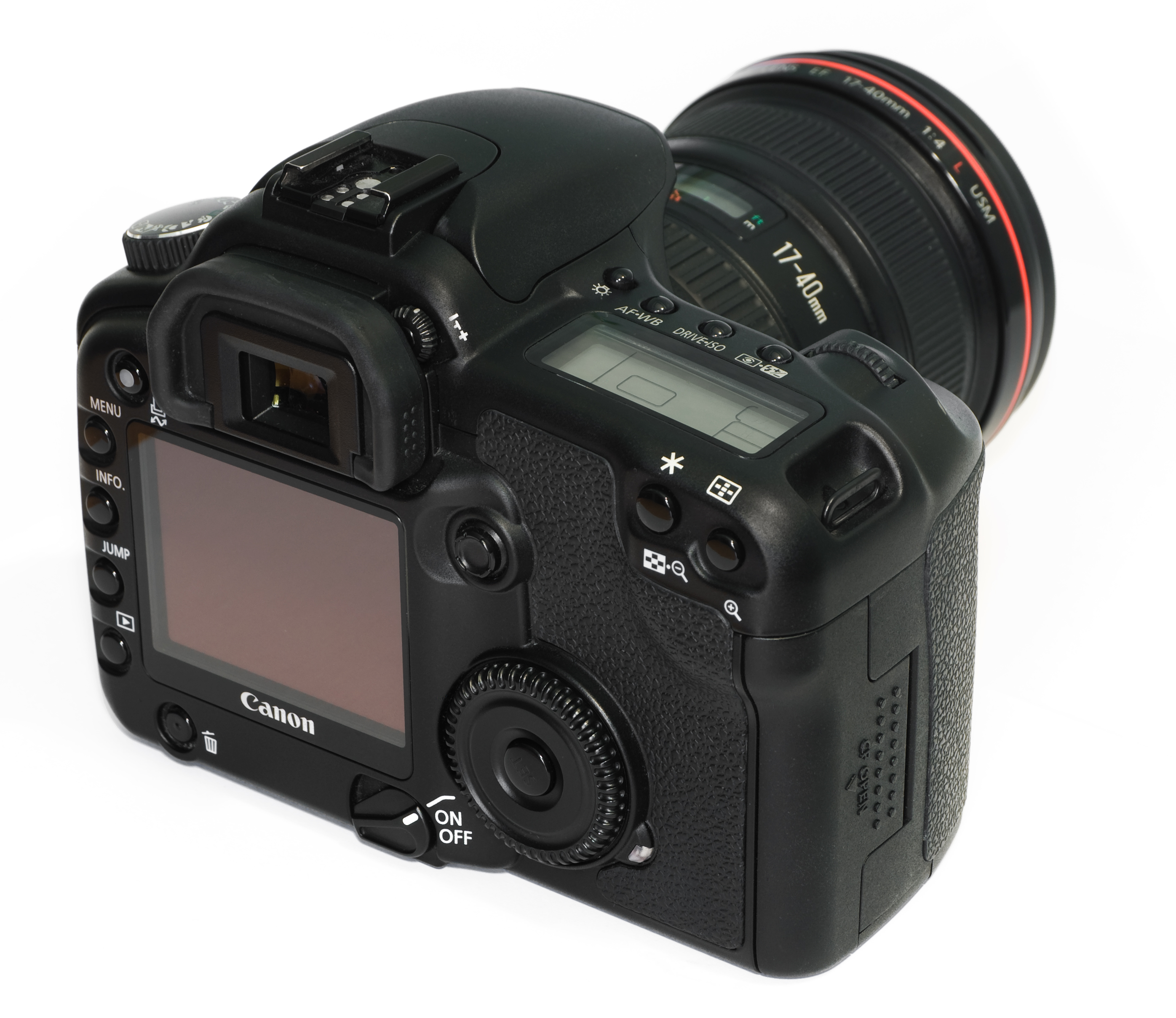
Canon EOS 30D. Вид сзади.

Canon EOS 30D поставлялся в трёх вариантах комплектации: без объектива (Canon EOS 30D Body) или с одним из двух объективов: EF-S 18-55 mm f/3.5-5.6 II либо EF-S 17-85 mm f/4-5.6 IS USM (Canon EOS 30D Kit).
Также в комплект поставки входили:
- Литий-ионный аккумулятор BP-511A.
- Зарядное устройство CB-5L (с шнуром питания) или CG-580.
- USB-кабель IFC-400PCU и видеокабель VC-100.
- Шейный ремень EW-100DGR.
- Документация и программное обеспечение.

## Встроенное программное обеспечение
Последняя доступная версия встроенного программного обеспечения (firmware) — 1.0.6.